# Tömörbulag
Tömörbulag (mongoliska: Төмөрбулаг сум, Төмөрбулаг, Tömörbulag Sum) är ett distrikt i Mongoliet.   Det ligger i provinsen Chövsgöl, i den centrala delen av landet, 500 km väster om huvudstaden Ulaanbaatar.